# Into My Soul
Into My Soul (в переводе с англ. — «В моей душе») — второй сингл итальянской ню-джаз группы Gabin с альбома Mr.Freedom, вышедший на лейбле EMI в 2004 году.

## Информация о песне
Сингл был записан при участии известной исполнительницы стиля джаз Ди Ди Бриджуотер.
Композиция представлена в стиле ню-джаз и джаз-фанк.
На песню был сделан ремикс, который присутствует исключительно в американской версии альбома Mr.Freedom, а также в сборнике лучших хитов и песен группы ,The Best Of Gabin, который был издан в России в 2008 году.
На песню сняли музыкальное видео, режиссёром которого являлся Даниеле Персика.

## Список композиций
Вся музыка написана Gabin, за исключением ремикса.
| №  | Название                            | Автор(ы)                    | Длительность |
| -- | ----------------------------------- | --------------------------- | ------------ |
| 1. | «Into My Soul»                      | Макс Боттини, Филиппо Клэри | 4:35         |
| 2. | «Into My Soul (Nicola Conte Remix)» | Никола Конте                | 6:29         |

## Участники записи
- Антонио Баглио (итал. Antonio Baglio) — запись
- Ди Ди Бриджуотер (англ. Dee Dee Bridgewater) — вокал
- Макс Боттини (итал. Max Bottini) — контрабас
- Марио Корвини (итал. Mario Corvini) — тромбон
- Филиппо Клэри (итал. Filippo Clary) — клавиши, запись, аранжировка
- Фабио Ловино (итал. Fabio Lovino) — обложка сингла